# Буамортье, Жозеф Боден де
Жозе́ф Боде́н де Буамортье́ (фр. Joseph Bodin de Boismortier; 23 декабря 1689, Тьонвиль — 28 октября 1755, Руасси-ан-Бри, департамент Сена и Марна) — французский композитор. Одним из первых сумел добиться полной материальной независимости исключительно за счет публикации собственной музыки, не имея ни официальной должности, ни покровителей.

## Биография
Сын военного, ставшего кондитером. Учился музыке в Меце у известного сочинителя мотетов Жозефа Валетта де Монтиньи. В 1713 году семья переехала в Перпиньян, где будущий композитор женился в 1720 году на родственнице своего учителя, вышедшей из семейства удачливых ювелиров. В 1724 году пара перебралась в Париж, где Буамортье быстро сделал карьеру композитора: к 1747 году он опубликовал свыше 100 опусов инструментальных и вокальных сочинений и заработал этим немалое состояние, что вызывало иронию и зависть многих современников.
Некоторые сочинения Буамортье были опубликованы флейтистом, композитором и видным масоном своего времени Жаком-Кристофом Нодо, с которым он находился в дружеских отношениях.

## Творчество
Первым из французских композиторов использовал форму итальянского концерта, создав 6 концертов для пяти флейт. Он же начал писать концерты для инструмента соло — виолончели, альта, фагота, но всем другим предпочитал флейту. С 1753 года, после победы итальянизирующей оперной школы в так называемой «войне буффонов», отошёл от активного сочинительства.

## Избранные сочинения
- Времена года, кантаты (1724)
- Шесть концертов для пяти флейт (1727)
- Концерт для виолончели, альта или фагота (1729)
- Любовные путешествия, опера-балет (1736, была поставлена в Парижской опере)
- Дон Кихот у герцогини, комический балет (1743)
- Дафнис и Хлоя, пастораль (1747)
- Дафна, музыкальная трагедия (1748)
- Четыре стороны света (1752)

## Избранная дискография
Многие сочинения Буамортье, включая две оперы, исполнил Эрве Нике со своим ансамблем Духовный концерт:
- Motets avec Symphonies (1991)
- Don Quichotte chez la Duchesse (1997)
- Ballets de Villages (2000)
- French Music for Two Harpsichords (2000)
- Daphnis & Chloe (2002)
- Sonates Pour Basses (2005)

Другие записи:
- Les Maisons de Plaisance (1999), исполнители — Виланд и Сигизвальд Кёйкен.